# Ozyptila patellibidens
Ozyptila patellibidens là một loài nhện trong họ Thomisidae.
Loài này thuộc chi Ozyptila. Ozyptila patellibidens được Gershom Levy miêu tả năm 1999.